# Батоги звичайні
{{#ifeq:0|0|{{#if:|{{#if:Chondrillajuncea|[[]}}|}}}}
Батоги звичайні, хондрила ситниковидна (Chondrilla juncea L.) — вид квіткових рослин родини айстрові (Asteraceae).

## Біоморфологічна характеристика
Дворічна або багаторічна сизо-зелена, як правило, з одиничним стовбуром до 1 м. Коріння сягає глибоко до двох метрів. Нижні листки оберненоланцетовиді, дуже нерегулярно зубчасті. Квіти жовті. Суцвіття ≈ 1 см в діаметрі, з 9–12 квітів. Сім'янки від 6 до 9,5 мм. Період цвітіння з липня по вересень.

## Середовище проживання
Північна Африка: Алжир; Лівія; Марокко; Туніс. Азія: Туркменістан; Афганістан; Кіпр; Іран; Ірак; Ізраїль; Йорданія; Ліван; Сирія; Туреччина. Кавказ: Вірменія; Азербайджан; Грузія; Росія — Передкавказзя, європейська частина. Європа: Білорусь; Молдова; Україна; Австрія; Чехія; Німеччина; Угорщина; Нідерланди; Польща; Словаччина; Швейцарія; Албанія; Боснія і Герцеговина; Болгарія; Хорватія; Греція; Італія; Македонія; Чорногорія; Румунія; Сербія; Словенія; Франція; Португалія; Гібралтар; Іспанія. 
Населяє відкриті сухі кам'янисті місця.

## Галерея

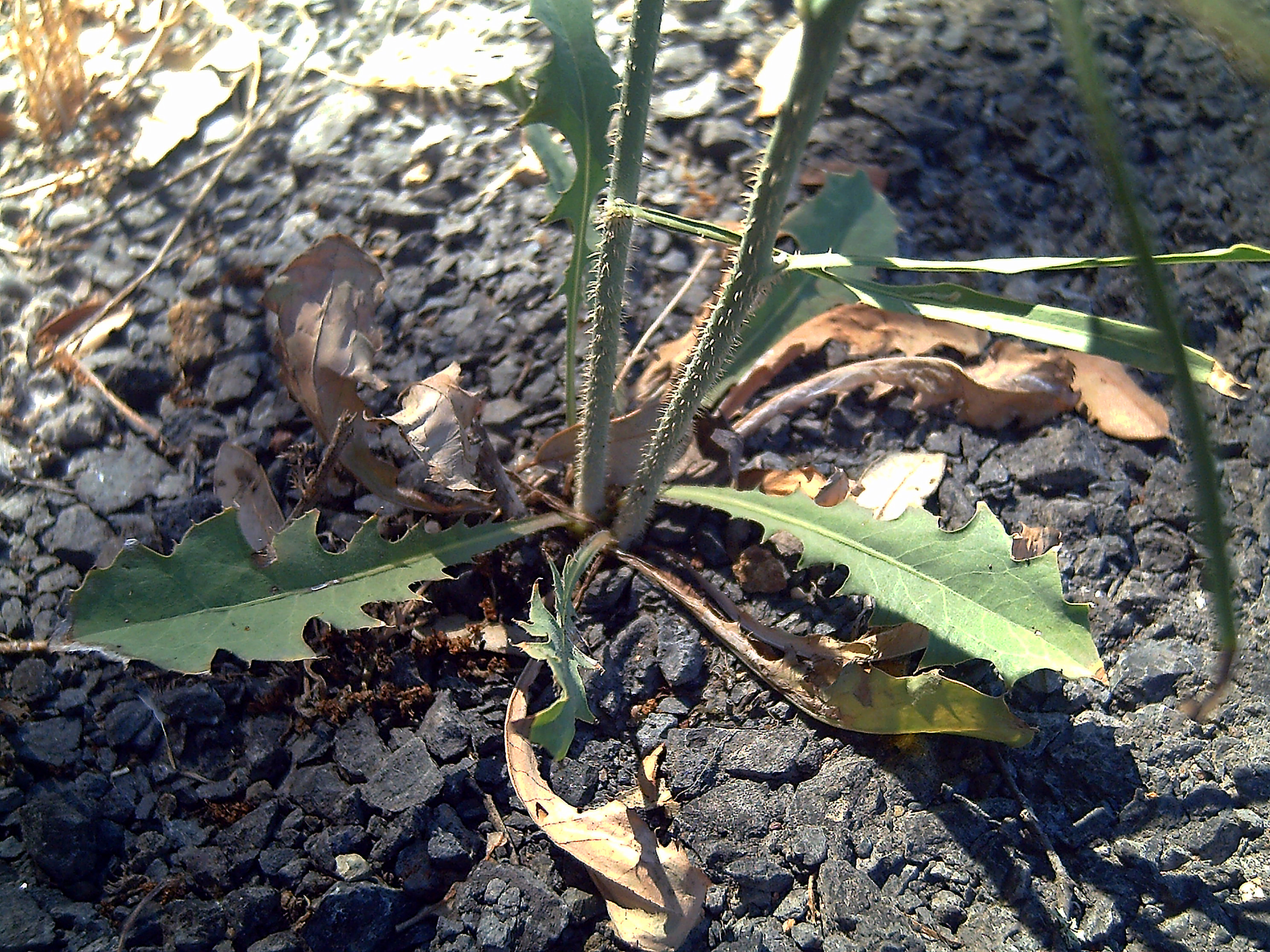
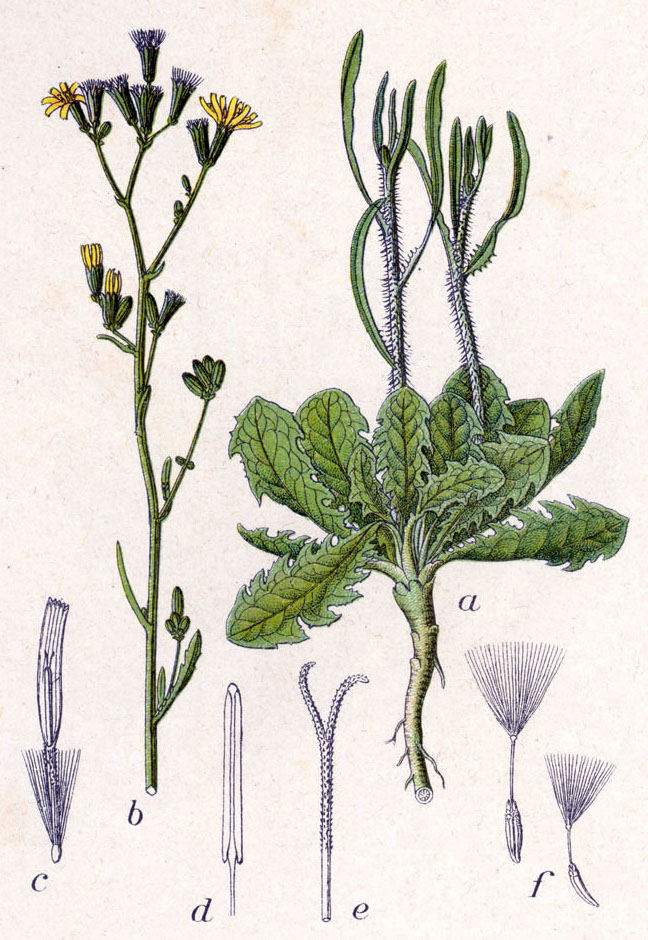
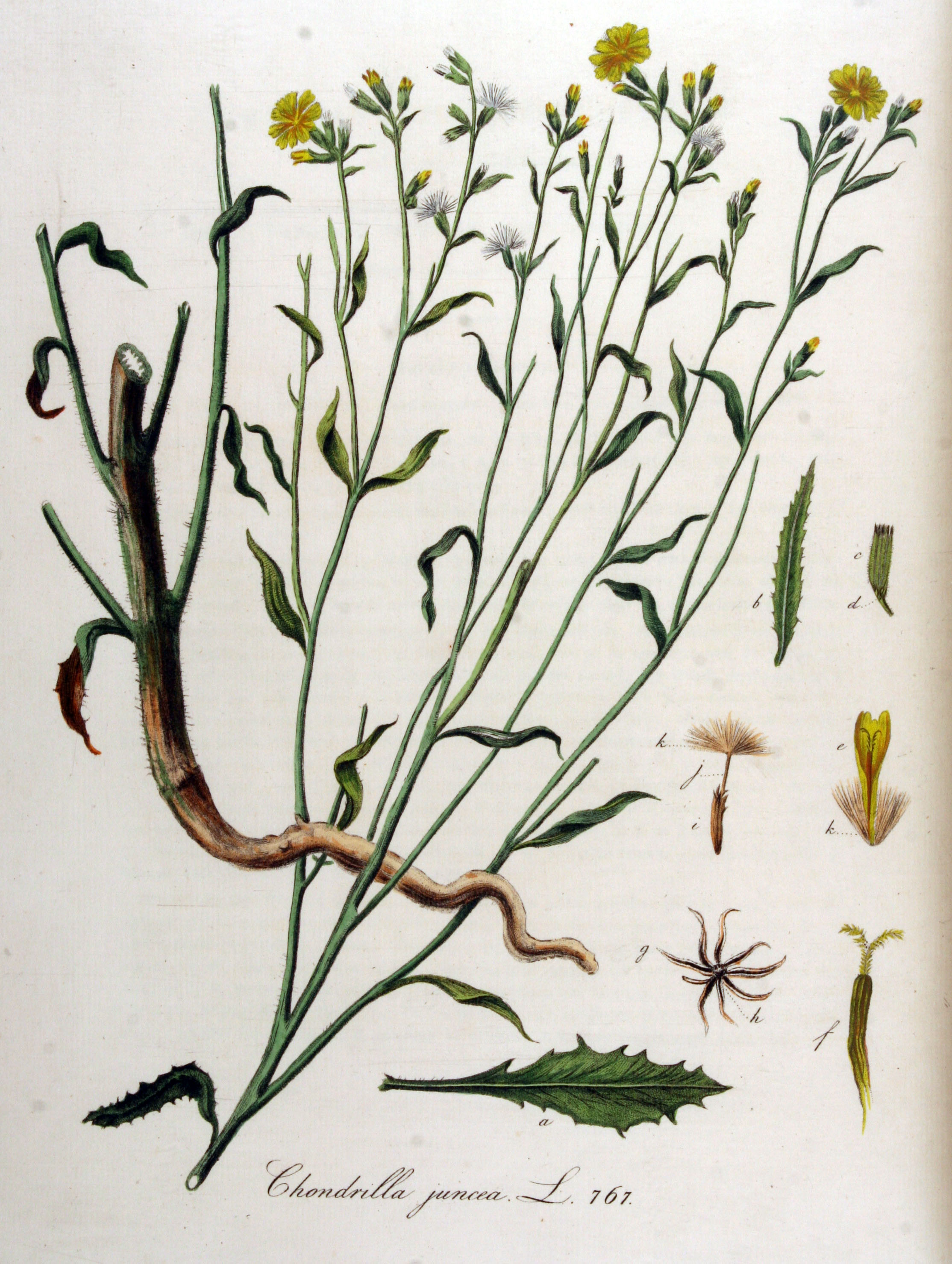